# Tafa Air
Tafa Air foi um projeto fracassado de uma companhia aérea de baixo custo com sede em Tirana, Albânia, com foco em albaneses que viviam no exterior, principalmente na Alemanha. A companhia aérea foi fundada pelo empresário albanês Taf Tafa e foi apoiada por acionistas albaneses e kosovares. Os serviços começaram em 18 de dezembro de 2009, com voos regulares do Aeroporto Internacional de Tirana e do Aeroporto Internacional de Pristina para o Aeroporto Internacional de Atenas.
No início de fevereiro de 2010, a Tafa Air foi forçada a suspender as operações novamente, quando a companhia aérea lituana FlyLAL Charters interrompeu o contrato de arrendamento de aeronaves que fornecia à Tafa Air seu único avião. A Tafa anunciou originalmente que reiniciaria os serviços no final de março ou início de abril do mesmo ano, mas a empresa foi dissolvida desde então.

## Frota
A Tafa Air operou seus voos usando um Boeing 737-300 alugado.
| Aeronaves      | Em Serviço | Ordens | Passageiros | Notas |
| -------------- | ---------- | ------ | ----------- | ----- |
| Boeing 737-300 | 1          | –      | 149         |       |
| Total          | 1          | 0      |             |       |